# Гумла
Гумла (англ. Gumla, хинди गुमला) — город и муниципалитет на западе индийского штата Джаркханд. Административный центр округа Гумла.

## География и климат
Расположен примерно в 92 км к юго-западу от столицы штата, города Ранчи, на высоте 629 м над уровнем моря. Город находится в южной части плато Чхота-Нагпур; к востоку от Гумлы протекает река Южный Коэл, а к западу — река Санкх.
Летом температуры изменяются от 40 до 20 °C, а зимой — от 21 до 3 °C. Средняя годовая норма осадков составляет 1450 мм, из них 1150 мм выпадает в сезон дождей с июня по сентябрь.

## Население
Население города по данным переписи 2001 года насчитывало 39 790 человек, из них 20 623 мужчины (51,8 %) и 19 167 женщин (48,2 %). 29 755 человек были грамотными (74,8 %), что выше, чем средний по стране показатель 59,5 %.
Население говорит главным образом на языках садри, хинди, ория, бихари и курух.

## Транспорт
Город не связан с железнодорожной сетью страны.